# Prosodem
Prosodem betecknar inom lingvistiken betydelseskiljande egenskaper i talets prosodi (det vill säga intonation, betoning, rytm, kvantitet och andra längdförhållanden). Begreppet infördes av den danska lingvisten Louis Hjelmslev (1899–1965).